# Keyon Harrold
Keyon Karim Harrold (* 18. November 1980 in Ferguson, Missouri) ist ein amerikanischer Jazzmusiker (Trompete, auch Gesang, Komposition), der genreübergreifend tätig ist.

## Leben und Wirken
Harrold wuchs als eines von 16 Kindern in einer Musikerfamilie auf. Er absolvierte den Jazzstudiengang an der New Yorker The New School. Zu seinen wichtigen Einflüssen gehören Miles Davis, Prince, Common, Dr. Dre und J Dilla.
Harrold spielte zunächst als Trompeter bei Common (auf Empfehlung seines Studienkollegen Robert Glasper). Charles Tolliver, der sein Mentor wurde, holte ihn in seine Big Band (With Love, 2006, Emperor March: Live at the Blue Note, 2007). Harrolds spielte sowohl in den New Yorker Jazzclubs als auch als Studiomusiker für Jay-Z, Beyoncé, 50 Cent, Anthony Hamilton, Gregory Porter, Mary J. Blige, Otis Brown III und Mac Miller. Auch tourte er mit Michael Jackson, Rihanna, Eminem, Gregory Porter, D’Angelo, Maxwell und Mary J. Blige. In der Filmmusik zu Don Cheadles Miles-Davis-Film Miles Ahead spielte er die Trompete. Der Soundtrack zum Film wurde 2017 mit einem Grammy Award ausgezeichnet.
Sein Debütalbum unter eigenem Namen, Introducing Keyon Harrold, erschien bereits 2009 bei Criss Cross. Allmusic lobte das Album und hielt es für „ein gutes Zeichen für seine glänzende Zukunft“ und ihn für einen „führenden Jazz-Trompeter einer neuen Generation.“ Ein weiteres Album unter eigenem Namen, The Mugician, erschien 2017 und erhielt gleichfalls gute Kritiken. 2023 legte er Foreverland (Concord) vor.
Harrolds Spiel hat Down Beat mit dem von Freddie Hubbard verglichen. Wynton Marsalis hat ihn einmal als „die Zukunft der Trompete“ bewertet.
Für den Hessischen Rundfunk klingt er „nach dem späten Miles [Davis], als dieser seinen Sound mit popmusikalisch aktuellen Intensitäten aufgeheizt hat.“